# Run of the Mill
Run of the Mill è un brano musicale di George Harrison incluso nel suo triplo album All Things Must Pass del 1970.
Harrison scrisse la canzone poco tempo dopo le burrascose sessioni dei Beatles per il progetto Get Back/Let It Be di inizio 1969, durante un periodo nel quale la sua crescita artistica come autore aveva inavvertitamente contribuito alle problematiche insorte all'interno del gruppo. Il testo del pezzo riflette la sempre maggiore ingerenza che gli affari della Apple Corps avevano nelle relazioni personali tra i membri della band, specialmente tra Paul McCartney e gli altri tre Beatles, oltre che il risentimento di Harrison nei confronti di John Lennon per il suo distacco emotivo dal gruppo a causa della sua relazione con Yōko Ono. La critica reputa Run of the Mill una delle molteplici composizioni di Harrison che forniscono un commento diretto agli eventi dietro la separazione dei Beatles, in questo caso alle difficoltà collegate con la Apple.
La pubblicazione della canzone coincise con la rottura dei rapporti tra Harrison e McCartney, che contribuì alla successiva causa legale intentata da McCartney agli altri tre per sciogliere formalmente la società "The Beatles". L'arrangiamento musicale di Run of the Mill risente dell'influenza del gruppo musicale statunitense The Band, con il quale Harrison aveva trascorso qualche tempo a Woodstock prima di iniziare la lavorazione del progetto Get Back. Co-prodotta da Phil Spector, la registrazione vede la partecipazione di Gary Wright, Jim Gordon, Jim Price e Bobby Whitlock.
Biografi e recensori hanno descritto Run of the Mill in vari modi: un saggio sul karma, un racconto di amicizia infranta, e una canzone d'amore verso i Beatles. Olivia Harrison ha citato il brano come uno dei suoi preferiti tra quelli scritti dal marito. Una versione alternativa della canzone, eseguita dal solo Harrison alla chitarra acustica, è stata inserita nella compilation Early Takes: Volume 1 del 2012.

## Il brano

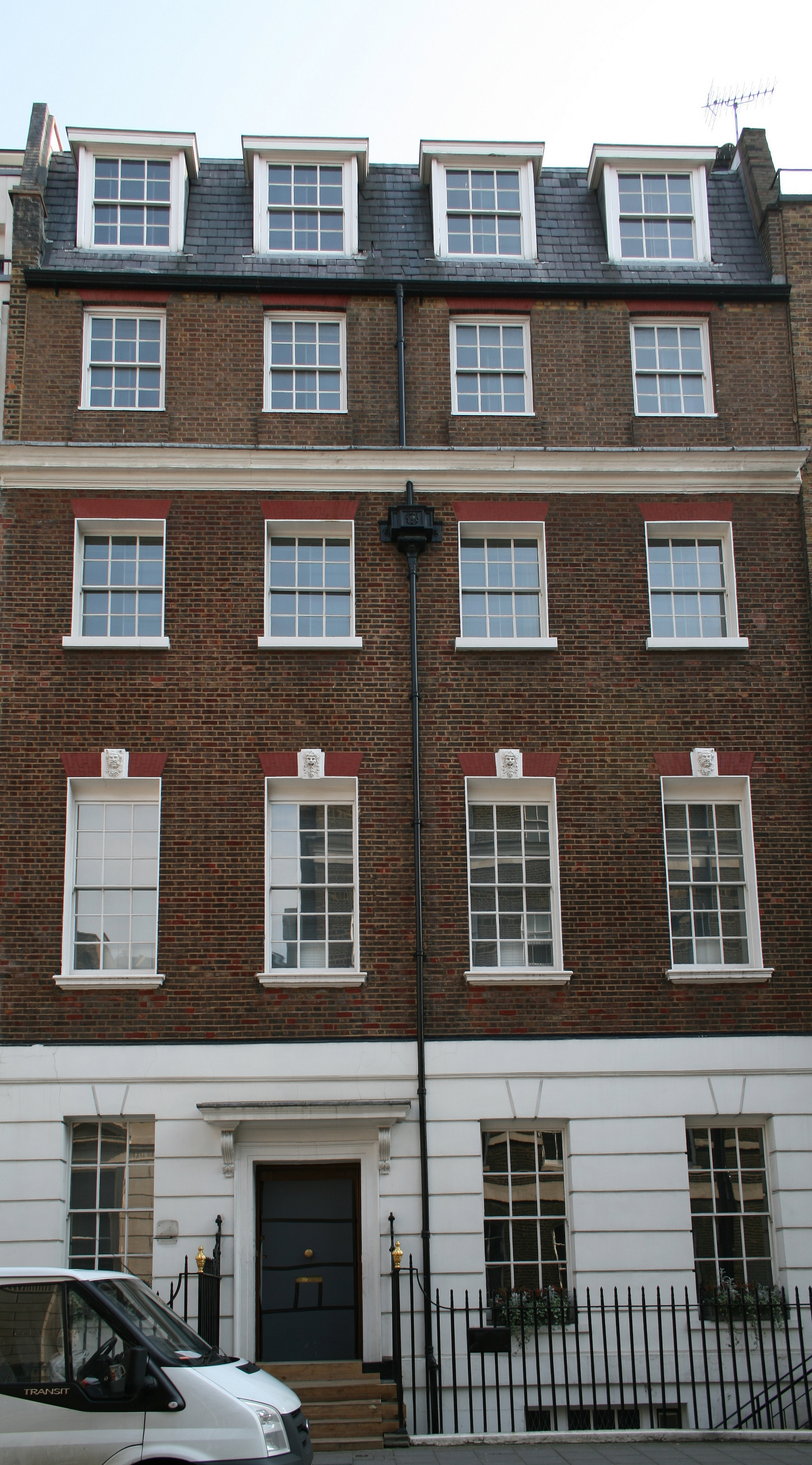
Gli uffici della Apple, al 3 di Savile Row, Londra

L'atmosfera tesa delle sessioni in studio dei Beatles per il progetto Get Back/Let It Be del gennaio 1969 ispirarono a George Harrison brani quali I Me Mine e Wah-Wah, che riflettono entrambi i contrasti sorti all'interno della band. A questo punto, i rapporti tra i membri dei Beatles si erano così deteriorati che Harrison promise di restare nel gruppo solo fino al completamento del progetto cinematografico della band, il film in seguito distribuito come Let It Be - Un giorno con i Beatles (1970).
(George Harrison a Melody Maker, 1975)
I problemi finanziari della Apple diventarono un fattore di divisione nei Beatles all'epoca. Dall'estate del 1968 fino all'assunzione di Allen Klein (contro il parere di McCartney) come manager della band nel marzo 1969, McCartney era l'unico dei Beatles che frequentava regolarmente il quartier generale della Apple, presenziando a riunioni con lo staff e confrontandosi con i problemi di bilancio della società. L'addetto stampa dei Beatles Derek Taylor descrisse in seguito Paul McCartney come "il boss dei boss" alla Apple. Al contrario, l'insofferenza di Harrison nei confronti delle noiose ed interminabili riunioni di lavoro presso gli uffici della Apple del febbraio-marzo 1969 alle quali fu "costretto" a partecipare, si riflette in sue composizioni dell'epoca come Here Comes the Sun, che egli compose nel giardino della casa di Eric Clapton appena dopo essere "fuggito" da una riunione alla Apple. Circa nello stesso periodo, egli scrisse Run of the Mill che contiene l'emblematico verso:
(Run of the Mill, George Harrison)

### Registrazione

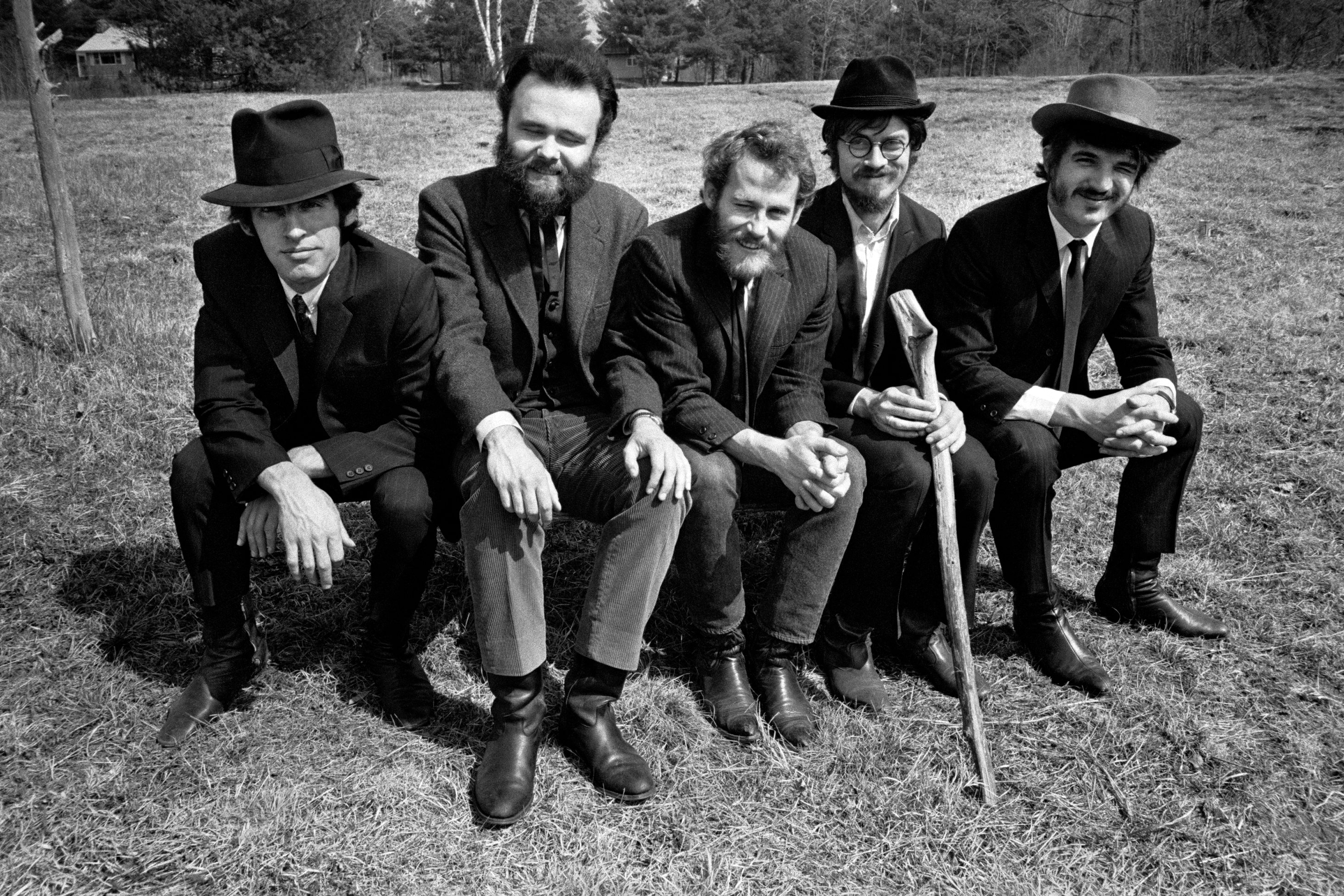
The Band, fotografati a Woodstock nel 1969

Il netto rifiuto da parte di McCartney di posticipare l'uscita del suo omonimo album di debutto fin dopo la pubblicazione di Let It Be lo portò ad annunciare il proprio abbandono dei Beatles il 9 aprile 1970, e così Harrison decise finalmente di registrare un suo proprio album solista includendovi i molti brani da lui scritti scartati dai Beatles negli ultimi anni. Egli successivamente descrisse il processo di registrazione del disco come "una boccata d'aria fresca". Poco tempo prima dell'inizio delle sessioni per l'album, Harrison concesse un'intervista radiofonica al giornalista del Village Voice Howard Smith, spiegando che, anche se aveva differenti vedute ideologiche con Lennon, la sua obiezione a qualsiasi possibile reunion dei Beatles si basava esclusivamente sulle divergenze musicali con McCartney. L'avversione di Harrison nel lavorare con McCartney era ancora percepibile vent'anni dopo durante le sessioni del progetto Anthology. Nella stessa intervista radiofonica del 1970, Harrison annuncia che il suo album solista sarà co-prodotto insieme a Phil Spector, il cui lavoro su Let It Be era stato recentemente criticato da McCartney.
Il 20 maggio Harrison registrò un nastro demo acustico di Run of the Mill agli Abbey Road Studios di Londra. Una volta che le sessioni iniziarono ufficialmente, a partire dal 26 maggio, George diede alla canzone un arrangiamento musicale spartano ispirandosi alla "tradizione minimalista" dei lavori della The Band nel periodo 1968–69, influenza riscontrabile anche in altri brani di All Things Must Pass, come, per esempio, Behind That Locked Door. I musicisti che accompagnarono Harrison nella sessione per Run of the Mill erano tutti ex-membri del gruppo di Delaney & Bonnie, con il quale egli era andato in tournée nel dicembre 1969 – Jim Gordon (batteria), Carl Radle (basso) e Bobby Whitlock (armonium). In aggiunta, l'ex-Spooky Tooth Gary Wright si occupò di suonare il pianoforte. Oltre al piano di Wright, gli strumenti maggiormente in evidenza nella traccia sono la tromba e il sassofono suonati da Jim Price e Bobby Keys rispettivamente, sovraincisi in un secondo momento.

### Pubblicazione
Run of the Mill fu pubblicata a fine novembre 1970 come ultima traccia del primo disco di All Things Must Pass, nel formato originale a tre dischi in vinile. La traccia venne posizionata dopo Let It Down, un pezzo che risentiva in pieno del pesante trattamento produttivo di Spector, la celebre tecnica detta "Wall of Sound" che saturava ogni strumento; fornendo quindi "l'antidoto perfetto alla muraglia sonora spectoriana", secondo gli autori Chip Madinger e Mark Easter.

## Formazione
- George Harrison – voce, chitarre acustiche, cori di sottofondo
- Gary Wright – pianoforte
- Bobby Whitlock – armonium
- Carl Radle – basso
- Jim Gordon – batteria
- Jim Price – tromba, arrangiamento corni
- Bobby Keys – sassofono